# Matilde Hidalgo Navarro
Matilde Hidalgo Navarro, née à Loja le 29 septembre 1889 et morte à Guayaquil le 20 février 1974, également connue pour l'utilisation de sa signature de mariage sous le nom de Matilde Hidalgo de Proce, est médecin, poète et militante féministe équatorienne.
Matilde Hidalgo est la première femme en Amérique latine à voter aux élections nationales, ainsi que la première Équatorienne à obtenir un doctorat en médecine. Hidalgo s'est battue pour la reconnaissance des droits des femmes et est consacrée comme l'un des personnages les plus importants de l'histoire équatorienne.

## Biographie
Au sein d'un foyer qui approuve les idées de Eloy Alfaro en politique, elle s'enrichit de l'héritage culturel que ce président équatorien transmet.
Ses parents sont Manuel Hidalgo Pauta, commerçant originaire de Zaruma, et Carmen Navarro del Castillo, originaire de Caracas. Après que son père est mort, sa mère a dû travailler comme couturière pour l'élever ainsi que ses six frères.
Elle étudie à l'école de l'Immaculée Conception des Sœurs de la Charité. Comme elle est déterminée à poursuive ses études, son frère Antonio sollicite le directeur du Collège Bernardo Valdivieso pour son admission dans son établissement. Après plusieurs hésitations, il finit par accepter. En 1913, elle est la première femme ayant réussi un baccalauréat de l'Équateur, avec les honneurs. Parallèlement à ses études, elle commence à écrire de la poésie sur des thèmes tels que la nature, la science et l'amour.
L'Université centrale de l'Équateur lui refusant l'accès à son établissement, car elle est une femme, elle se déplace à Cuenca, où elle s'inscrit à l'Université de Azuay, actuellement Université de Cuenca, et y obtient sa licence de médecine le 19 juillet 1919.
À la fin de ses études à Cuenca, elle se rend à Quito où elle remporte le doctorat de Médecine le 21 novembre 1921 à l'Université Centrale du l'Équateur, devenant la première femme équatorienne à recevoir ce titre. En 1922 elle voyage vers Guayaquil et travaille à l'Hôpital Général. Après un an, Matilde se marie avec l'avocat Fernando Procel, et a deux fils. Elle exerce la médecine dans la ville de Guayaquil jusqu'en 1949, puis obtient une bourse pour réaliser une spécialisation en pédiatrie, neurologie et dietétique en Argentine.
À son retour en Équateur, elle est nommée vice-présidente de la Maison de la Culture équatorienne, et désignée également comme présidente viagère de la Croix-Rouge équatorienne. Postérieurement, elle reçoit la Médaille du Mérite de Santé Publique.

## Vie professionnelle et suffrage
Pendant la présidence de José Luis Tamayo (en), Matilde annonce qu'elle va voter aux prochaines élections présidentielles. Voulant s'inscrire sur les registres électoraux du cantón Machala, pour participer aux prochains comices de sénateurs et députés, elle en est empêchée en raison du fait qu'elle est une  femme. Hidalgo allègue que la constitution ne spécifie pas le genre pour exercer le droit de vote mais qu'elle exige que l'électeur équatorien doit être âgé de 21 ans et savoir lire et écrire. Le Ministre de l'Intérieur émet un avis favorable.
Devant son insistance, une consultation du Parlement et du Conseil d'État est organisée, et dans sa séance du 9 juin 1924 une résolution est adoptée à l'unanimité pour que « les femmes équatoriennes jouissent du droit d'élire et d'être élues ».
En 1924 Hidalgo peut voter à Loja, devenant la première femme en Équateur à voter lors d'une élection nationale,. Avant elle, il y a  a eu des cas de femmes latino-americaines qui ont remporté le suffrage dans des élections locales, comme en Argentine où Julieta Lanteri est élue en 1911 lors des élections de conseillers municipaux de Buenos Aires. En 1941 elle devient la première femme candidate et la première femme élue administratrice publique à Loja avec la charge de députée suppléante.

## Œuvre
Cecilia Ansaldo Briones offre une compilation de vingt poèmes de Matilde Hidalgo dans le livre de Jenny Estrada intitulé Matilde Hidalgo de Prócel. Biographie et Recueil de poèmes. Ainsi  Matilde Hidalgo est connue comme ayant écrit ses premiers poèmes lorsqu'elle suivait l'enseignement secondaire au collège Bernardo Valdivieso, en traitant de thèmes tels que le culte de la science, l'admiration pour la nature, l'éloge de personnages ou de dates d'événements, la dévotion mariale, un peu de poésie amoureuse, et le thème de la femme".
De même, d'autres titres sont connus tels que: 
- La mujer y el amor.
- El jilguero.
- ¿Dónde está mi felicidad?.
- En la apoteosis de Don Bernardo Valdivieso.
- Súplica de la mujer constante.
- Olvídame por Dios.
- A María.
- Diez de Agosto.
- Proscripción.
- Mi ideal.
- A Cuenca
- Himno patrio celicano.
- Oblación.
- El poeta.
- La gota de rocío.
- Por los idos no alcemos nuestra tienda.
- Canción de la primavera.
- En la agonía de la tarde.

## Reconnaissances
- Décoration nationale du Mérite, attribuée par arrêté présidentiel de 1956.
- Hommage de la ville de Loja, la déclarant «Femme illustre» (1966).
- Décoration  nationale du Mérite, en Santé publique, attribuée par le Ministère de Santé Publique de l'Équateur (1971).
- Médaille de Services, Croix-Rouge de l'Équateur (1959)[12].

## Hommages
En son honneur sont dénommées différentes avenues des villes de Guayaquil, Cuenca, Quito, Loja ; une maternité à Guayaquil, et les prix Matilde Hidalgo,,,,.
En 2004, le régisseur de cinéma et de télévision équadorien César Carmigniani dirige un film biographique intitulé Matilde, qui narre les événements importants de la vie d'Hidalgo. En 2014, sous la direction du même cinéaste, est produite la mini-série dénommée La dame invincible,.